# Шушляков, Валерий Витальевич
Вале́рий Вита́льевич Шушляко́в (13 июля 1966, Орёл, РСФСР, СССР) — советский и российский футболист, нападающий (ранее — полузащитник). Мастер спорта СССР.

## Карьера

### Клубная
Первый тренер — Владимир Иванович Амелехин.
Профессиональную карьеру начал в 1982 году в орловском «Спартаке», за который выступал до 1984 года, проведя за это время 32 матча и забив 2 гола.
В 1984 призван в армию, думал, что окажется или в ЦСКА, или в смоленской «Искре», но в итоге служил срочную в танковых войсках в составе Таманской дивизии. В 1985 участвовал в параде на Красной площади в Москве.
В 1987 году перешёл в «Актюбинец» Актюбинск, где играл до 1988 года, проведя 43 встречи и забив 8 мячей. Из-за разногласий с тренером переехал в «Навбахор», где выступал в течение 2-х лет. Дважды, вместе с командой, стал серебряным призёром 7-й зоны второй лиги СССР.
В 1991 году пополнил ряды «Уралмаша». По итогам сезона с 20 мячами стал лучшим бомбардиром команды. В 1992 году дебютировал в новообразованной высшей лиге чемпионата России, всего в том сезоне провёл 29 матчей, в которых забил 5 голов, в лиге и 1 встречу, в которой тоже отметился голом, сыграл в Кубке России. В начале 1993 года отправился за границу, в Венгрию, где полгода играл за клуб «Сегед», там провёл 13 матчей и забил 4 мяча в первенстве, после чего вернулся в Россию, где с июля и до конца сезона играл за «Уралмаш», проведя 11 игр.
В 1994 году перешёл в «Балтику», в том сезоне сыграл 39 матчей, забил 15 мячей и стал, вместе с командой, бронзовым призёром первенства. Кроме того, сыграл 1 матч в Кубке. В следующем сезоне провёл 42 матча и забил 7 голов, став вместе с командой победителем первенства, и ещё сыграл 1 матч в Кубке.
В чемпионате 1996 года сыграл за «Балтику» 5 матчей, забил 1 гол, после чего, в июле, перешёл в «Кубань», где и доиграл сезон, проведя 20 матчей и забив 15 мячей в первенстве. В следующем сезоне сыграл 39 матчей, в которых забил 15 мячей в первенстве и 1 встречу провёл в Кубке. Примечательно, что в каждом из двух сезонов, проведённых в «Кубани», Валерий становился лучшим бомбардиром клуба.
В 1998 году перешёл в смоленский «Кристалл», за который в том сезоне сыграл 41 матч и забил 17 мячей, благодаря чему стал лучшим бомбардиром команды, этот успех Шушляков повторил и в следующем сезоне, забив 8 голов в 33 играх. Помимо этого, провёл в составе «Кристалла» 1 встречу в Кубке России. В 2000 году перешёл в астраханский «Волгарь-Газпром», где играл на протяжении сезонов 2000 и 2001 годов, проведя, соответственно, 36 и 34 матча и забив в каждом розыгрыше по 5 мячей.
В 2002 году вернулся в «Орёл», сыграл в том сезоне 37 матчей и забил 14 голов, став лучшим бомбардиром команды. В следующем году сыграл 3 матча, забил 2 гола, после чего покинул команду в мае, а 2 июля был отзаявлен официально и в тот же день дозаявлен в состав челябинского «Лукойла», где и доиграл сезон, проведя 4 матча, после чего завершил карьеру профессионального игрока.

## После карьеры
После завершения профессиональной карьеры занимается тренерской деятельностью. Тренер в орловской ДЮСШ № 3.

## Достижения

### Командные
«Балтика»
Победитель Первой лиги России: (1)
- 1995

## Личная жизнь
Женат, воспитывает двух дочерей. Имеет двух внуков Леонель и Милан 